# UCI Africa Tour
O UCI Africa Tour é uma das competições de ciclismo de estrada masculino na que está dividida os Circuitos Continentais da UCI. Como indica seu nome, faz referência às competições ciclistas profissionais realizadas na África que estão dentro destes Circuitos Continentais bem como às equipas ciclistas UCI ProTeam (segunda categoria) e Continentais (terceira categoria) registados em dito continente.-
A qualidade e complexidade das competições é o que determina a categoria da mesma e a quantidade de pontos outorgados aos vencedores. As categorias da UCI por nível que se disputam neste "Tour" são:
- Provas de etapas: 2.1 e 2.2
- Provas de um dia: 1.1 e 1.2
- Campeonatos Continentais: CC (além das provas tradicionais em estrada e contrarrelógio também pontua uma contrarrelógio por nações, com a mesma consideração que a contrarrelógio individual, único precedente nos Circuitos Continentais da UCI)

Mais os campeonatos nacionais que também são pontuáveis ainda que não estejam no calendário.

## Palmarés

### Individual
| Palmarés Individual UCI Africa Tour | Palmarés Individual UCI Africa Tour                  | Palmarés Individual UCI Africa Tour            | Palmarés Individual UCI Africa Tour                   | Palmarés Individual UCI Africa Tour |
| Edição                              | Vencedor individual (equipa do vencedor)             | Segundo (equipa do segundo)                    | Terceiro (equipa do terceiro)                         |                                     |
| ----------------------------------- | ---------------------------------------------------- | ---------------------------------------------- | ----------------------------------------------------- | ----------------------------------- |
| 2005                                | Tiaan Kannemeyer ( Barloworld-Valsir)                | Ryan Cox ( Barloworld-Valsir)                  | Rabaki Jeremie Ouedraogo (sem equipa profissional)    |                                     |
| 2005-2006                           | Rabaki Jeremie Ouedraogo (sem equipa profissional)   | Rupert Rheeder (sem equipa profissional)       | Abdul Wahab Sawadogo (sem equipa profissional)        |                                     |
| 2006-2007                           | Hassan Ben Nasr (sem equipa profissional)            | Fahti Ahmed Atunsi (sem equipa profissional)   | Mohamed Ali Ahmed (sem equipa profissional)           |                                     |
| 2007-2008                           | Nicolas White ( MTN)                                 | Jay Robert Thomson ( MTN)                      | Robert Hunter ( Barloworld)                           |                                     |
| 2008-2009                           | Dan Craven ( Rapha Condor)                           | Jamie Ball ( House of Paint)                   | Guy Smet (sem equipa profissional)                    |                                     |
| 2009-2010                           | Abdelatif Saadoune (sem equipa profissional)         | Ian McLeod (sem equipa profissional)           | Mouhssine Lahsaini (sem equipa profissional)          |                                     |
| 2010-2011                           | Adil Jelloul (sem equipa profissional)               | Daniel Teklehaymanot (sem equipa profissional) | Azzedine Lagab (Pétrolier Algérie)                    |                                     |
| 2011-2012                           | Tarik Chaoufi (sem equipa profissional)              | Adil Jelloul (sem equipa profissional)         | Reinardt Janse Van Rensburg (MTN)                     |                                     |
| 2012-2013                           | Adil Jelloul (sem equipa profissional)               | Hichem Chaabane (Sovac)                        | Essaïd Abelouache (sem equipa profissional)           |                                     |
| 2013-2014                           | Mekseb Debesay (Bike AID-Ride for help)              | Mouhssine Lahsaini (sem equipa profissional)   | Azzedine Lagab (G.S. Pétrolier Algérie)               |                                     |
| 2015                                | Salaheddine Mraouni (CMC-Centro Mundial de Ciclismo) | Mouhssine Lahsaini (Al Marakeb Cycling Team)   | Rafaâ Chtioui (Sky Dive Dubai)                        |                                     |
| 2016                                | Tesfom Okubamariam (Sharjah Team)                    | Adil Barbari (Al Nasr-Dubai)                   | Soufiane Haddi (Sky Dive Dubai)                       |                                     |
| 2017                                | Willie Smit (Vini Fantini-Nippo)                     | Meron Abraham (Team Salina)                    | Ahmed Amine Galdoune (Delio Gallina)                  |                                     |
| 2018                                | Joseph Areruya (Delko Marseille Provence KTM)        | Youcef Reguigui (Sovac-Natura4Ever)            | Azzedine Lagab (Groupement Sportif Pétrolier Algérie) |                                     |
| 2019                                | Daryl Impey (Mitchelton-Scott)                       | Youcef Reguigui (Terengganu Inc-TSG)           | Ryan Gibbons (Dimension Data)                         |                                     |
| 2020                                | Daryl Impey (Mitchelton-Scott)                       | Biniam Ghirmay (NIPPO DELKO One Provence)      | Natnael Tesfatsion (NTT Continental)                  |                                     |
| 2021                                | Biniam Ghirmay (Intermarché-Wanty-Gobert-Matériaux)  | Ryan Gibbons (UAE Emirates)                    | Kent Main (ProTouch)                                  |                                     |

### Equipas
| Palmarés Equipas UCI Africa Tour | Palmarés Equipas UCI Africa Tour | Palmarés Equipas UCI Africa Tour | Palmarés Equipas UCI Africa Tour     | Palmarés Equipas UCI Africa Tour |
| Edição                           | Vencedor                         | Segundo                          | Terceiro                             |                                  |
| -------------------------------- | -------------------------------- | -------------------------------- | ------------------------------------ | -------------------------------- |
| 2005                             | Barloworld-Valsir                | Nippo                            | Konica Minolta                       |                                  |
| 2005-2006                        | Capec                            | Konica Minolta                   | Relax-GAM                            |                                  |
| 2006-2007                        | Barloworld                       | Dukla Trencin Merida             | Navigators Insurance                 |                                  |
| 2007-2008                        | MTN                              | Barloworld                       | Neotel                               |                                  |
| 2008-2009                        | Barloworld-Bianchi               | MTN                              | Rapha-Condor                         |                                  |
| 2009-2010                        | MTN Energade                     | Bbox Bouygues Telecom            | Loborika                             |                                  |
| 2010-2011                        | Pétrolier Algérie                | Europcar                         | Bonitas                              |                                  |
| 2011-2012                        | MTN Qhubeka                      | Pétrolier Algérie                | Europcar                             |                                  |
| 2012-2013                        | MTN Qhubeka                      | Velo Clube Sovac                 | Europcar                             |                                  |
| 2013-2014                        | MTN Qhubeka                      | G.S. Pétrolier Algérie           | Bike AID-Ride for help               |                                  |
| 2015                             | Sky Dive Dubai                   | Pétrolier Algérie                | MTN Qhubeka                          |                                  |
| 2016                             | Al Nasr-Dubai                    | Sharjah Team                     | SkyDive Dubai                        |                                  |
| 2017                             | Bike Aid                         | Dimension Data for Qhubeka       | Torku Sekerspor                      |                                  |
| 2018                             | Sovac-Natura4Ever                | Delko Marseille Provence KTM     | Groupement Sportif Pétrolier Algérie |                                  |
| 2019                             | ProTouch                         | Sovac                            | Benediction Excel Energy             |                                  |
| 2020                             | ProTouch                         | SKOL Adrien Cycling Academy      | Benediction Ignite XL                |                                  |
| 2021                             | ProTouch                         | SKOL Adrien Cycling Academy      | Sidi Ali-Kinetik Sports              |                                  |

### Países
| Palmarés Países UCI Africa Tour | Palmarés Países UCI Africa Tour  | Palmarés Países UCI Africa Tour  | Palmarés Países UCI Africa Tour | Palmarés Países UCI Africa Tour |
| Edição                          | Vencedor                         | Segundo                          | Terceiro                        |                                 |
| ------------------------------- | -------------------------------- | -------------------------------- | ------------------------------- | ------------------------------- |
| 2005                            | África do Sul · (não entregado)  | Burquina Fasso · (não entregado) | Namíbia · (não entregado)       |                                 |
| 2005-2006                       | África do Sul · (não entregado)  | Burquina Fasso · (não entregado) | Egito · (não entregado)         |                                 |
| 2006-2007                       | África do Sul · ( África do Sul) | Tunísia · ( Tunísia)             | Líbia · ( Líbia)                |                                 |
| 2007-2008                       | África do Sul · ( África do Sul) | Tunísia · ( Argélia)             | Argélia · ( Tunísia)            |                                 |
| 2008-2009                       | África do Sul · ( África do Sul) | Tunísia · ( Eritreia)            | Argélia · ( Líbia)              |                                 |
| 2009-2010                       | Marrocos · ( Eritreia)           | África do Sul · ( África do Sul) | Eritreia · ( Tunísia)           |                                 |
| 2010-2011                       | Marrocos · ( África do Sul)      | Eritreia · ( Argélia)            | África do Sul · ( Eritreia)     |                                 |
| 2011-2012                       | Marrocos · ( Eritreia)           | África do Sul · ( Marrocos)      | Eritreia · ( Argélia)           |                                 |
| 2012-2013                       | Marrocos · ( Eritreia)           | Eritreia · ( Marrocos)           | Argélia · ( Etiópia)            |                                 |
| 2013-2014                       | Marrocos · ( Eritreia)           | Eritreia · ( Ruanda)             | Argélia · ( Marrocos)           |                                 |
| 2015                            | Marrocos · ( Argélia)            | Argélia · ( Ruanda)              | África do Sul · ( Eritreia)     |                                 |
| 2016                            | Eritreia · ( Eritreia)           | Argélia · ( Argélia)             | Marrocos · ( Marrocos)          |                                 |
| 2017                            | Eritreia · ( Eritreia)           | África do Sul · ( Marrocos)      | Marrocos · ( Ruanda)            |                                 |
| 2018                            | Eritreia · ( Ruanda)             | Argélia · ( Marrocos)            | Ruanda · ( Argélia)             |                                 |
| 2019                            | África do Sul · ( Eritreia)      | Eritreia · ( Marrocos)           | Argélia · ( Ruanda)             |                                 |
| 2020                            | África do Sul · ( Eritreia)      | Eritreia · ( África do Sul)      | Namíbia · ( Ilhas Maurícias)    |                                 |
| 2021                            | África do Sul · ( Eritreia)      | Eritreia · ( África do Sul)      | Argélia · ( Namíbia)            |                                 |

## Corridas
| Corrida                                                        | País            | Categoria UCI |
| -------------------------------------------------------------- | --------------- | ------------- |
| Circuito da Argélia                                            | Argélia         | 1.2           |
| Tour da Argélia                                                | Argélia         | 2.2           |
| Critérium Internacional de Blida                               | Argélia         | 1.2           |
| Tour de Blida                                                  | Argélia         | 2.2           |
| Tour de Tipaza                                                 | Argélia         | 2.2           |
| Critérium Internacional da Argélia                             | Argélia         | 1.2           |
| Tour de Oranie                                                 | Argélia         | 2.2           |
| Grande Prêmio de Oran                                          | Argélia         | 1.2           |
| Tour de Setif                                                  | Argélia         | 2.2           |
| Critérium Internacional de Setif                               | Argélia         | 1.2           |
| Tour de Annaba                                                 | Argélia         | 2.2           |
| Tour de Constantino                                            | Argélia         | 2.2           |
| Critérium Internacional de Constantino                         | Argélia         | 1.2           |
| Troféu Castel I                                                | Burquina Fasso  | 2.2           |
| Tour du Faso                                                   | Burquina Fasso  | 2.2           |
| Volta de Coton                                                 | Burquina Fasso  | 2.2           |
| Grande Prêmio de Chantal Biya                                  | Camarões        | 2.2           |
| Tour dos Camarões                                              | Camarões        | 2.2           |
| Tour Ivoirien da Paix/Tour da Reconciliação da Costa do Marfim | Costa do Marfim | 2.2           |
| Troféu Castel III                                              | Costa do Marfim | 2.2           |
| Tour do Egipto                                                 | Egito           | 2.2           |
| Grande Prêmio de Sharm el-Sheikh                               | Egito           | 1.2           |
| Tour da Eritreia                                               | Eritreia        | 2.2           |
| Fenkel Northern Redsea                                         | Eritreia        | 2.2           |
| Circuito de Asmara                                             | Eritreia        | 1.2           |
| Tour da Etiópia                                                | Etiópia         | 2.2           |
| Troféu Castel II                                               | Gabão           | 2.2           |
| Tropicale Amissa Bongo                                         | Gabão           | 2.2/2.1       |
| Challenge de Djebel Lakhdar                                    | Líbia           | 1.2           |
| Cup of Water Tank (4 corridas independentes)                   | Líbia           | 1.2           |
| Grande Prêmio da o Fatah                                       | Líbia           | 1.2           |
| Volta à Líbia                                                  | Líbia           | 2.2           |
| Tour de Mali                                                   | Mali            | 2.2           |
| Challenge du Prince-Trophée Princier                           | Marrocos        | 1.2           |
| Challenge du Prince-Trophée de l'Anniversaire                  | Marrocos        | 1.2           |
| Challenge du Prince-Trophée da Maison Royale                   | Marrocos        | 1.2           |

| Corrida                                                                                               | País          | Categoria UCI |
| --- | ------------- | ------------- |
| Les challenges Marche Verte-G. P. Sakia El Hamra                                                      | Marrocos      | 1.2           |
| Les challenges Marche Verte-G. P. Oued Eddahab                                                        | Marrocos      | 1.2           |
| Les challenges Marche Verte-G. P. Al Massira                                                          | Marrocos      | 1.2           |
| Les challenges Phosphatiers I-Challenge Khouribga/Les challenges Phosphatiers-Challenge Khouribga     | Marrocos      | 1.2           |
| Les challenges Phosphatiers II-Challenge Youssoufia/Les challenges Phosphatiers-Challenge Youssoufia  | Marrocos      | 1.2           |
| Les challenges Phosphatiers III-Challenge Ben Guérir/Les challenges Phosphatiers-Challenge Ben Guérir | Marrocos      | 1.2           |
| Volta a Marrocos                                                                                      | Marrocos      | 2.2           |
| Kwita Izina Tour                                                                                      | Ruanda        | 2.2           |
| Tour de Ruanda                                                                                        | Ruanda        | 2.2           |
| Tour do Senegal                                                                                       | Senegal       | 2.2           |
| World's View Challenge (5 corridas independentes)                                                     | África do Sul | 1.1           |
| Tour da África do Sul                                                                                 | África do Sul | 2.2           |
| Giro del Capo/Giro del Capo Challenge                                                                 | África do Sul | 2.2/1.2       |
| Mzansi Tour                                                                                           | África do Sul | 2.2           |
| Intaka Tech Worlds View (5 corridas independentes)                                                    | África do Sul | 1.1           |
| Pick n Pay Amashovashova National Classic                                                             | África do Sul | 1.2           |
| Tour de Cycle4Madiba                                                                                  | África do Sul | 2.2           |
| Clássica de Cycle4Madiba                                                                              | África do Sul | 1.2           |
| Grande Prêmio da Villa de Tunis                                                                       | Tunísia       | 1.2           |
| Grande Prêmio do Banco do Habitat                                                                     | Tunísia       | 1.2           |
| Tour da Farmácia Central da Tunísia                                                                   | Tunísia       | 2.2           |
| Tour des Aéroports                                                                                    | Tunísia       | 2.2           |
| Volta à Tunísia                                                                                       | Tunísia       | 2.2           |
| Campeonatos Africanos de Ciclismo                                                                     | Vários        | CC            |

- Em rosa corridas que não se encontram no UCI Africa Tour na ano de 2015.

## Equipas
4 equipas pertencem e outros 4 têm pertencido ao UCI Africa Tour. Entre eles destaca o mais veterano destes circuitos, o MTN, que é a única equipa africana capaz de ter vencido duas vezes a classificação por equipas (e em outra ser sub-campeão) e de ter ao corredor vencedor (e nessa mesma ter ao sub-campeão) da classificação individual do UCI Africa Tour em alguma de suas edições e que também em 2013 ascendeu à categoria Profissional Continental. Estes foram as equipas ao longo da história:
| Equipa                                                             | País          | Anos      |
| ------------------------------------------------------------------ | ------------- | --------- |
| Team Exel                                                          | África do Sul | 2005      |
| Team Konica Minolta / Team Konica Minolta/Bizhub                   | África do Sul | 2005-2009 |
| House of Paint                                                     | África do Sul | 2008-2009 |
| Team Neotel                                                        | África do Sul | 2008-2009 |
| Team MTN/MTN Cycling/MTN Energade/MTN Qhubeka                      | África do Sul | 2008-2013 |
| Groupement Sportif Pétrolier Algérie                               | Argélia       | 2011-2013 |
| Team Bonitas                                                       | África do Sul | 2011-2012 |
| Ville d´Alger-Ain Banian/Geofco Ville de Alger/Miche-Ville d'Alger | Argélia       | 2011-2013 |
| Marco Polo Cycling Team                                            | Etiópia       | 2012      |
| Olympique Team Algerie/Olympique Team Algerie Tours Agglo 37       | Argélia       | 2012-2013 |
| Vélo Clube Sovac Algerie/Vélo Clube Sovac                          | Argélia       | 2012-2013 |

- Em negrito as equipas em ativo na temporada de 2012-2013.

Devido a essa falta de equipas a maioria de conjuntos africanos que disputam corridas são seleções nacionais de dito continente.